# 襄阳东站

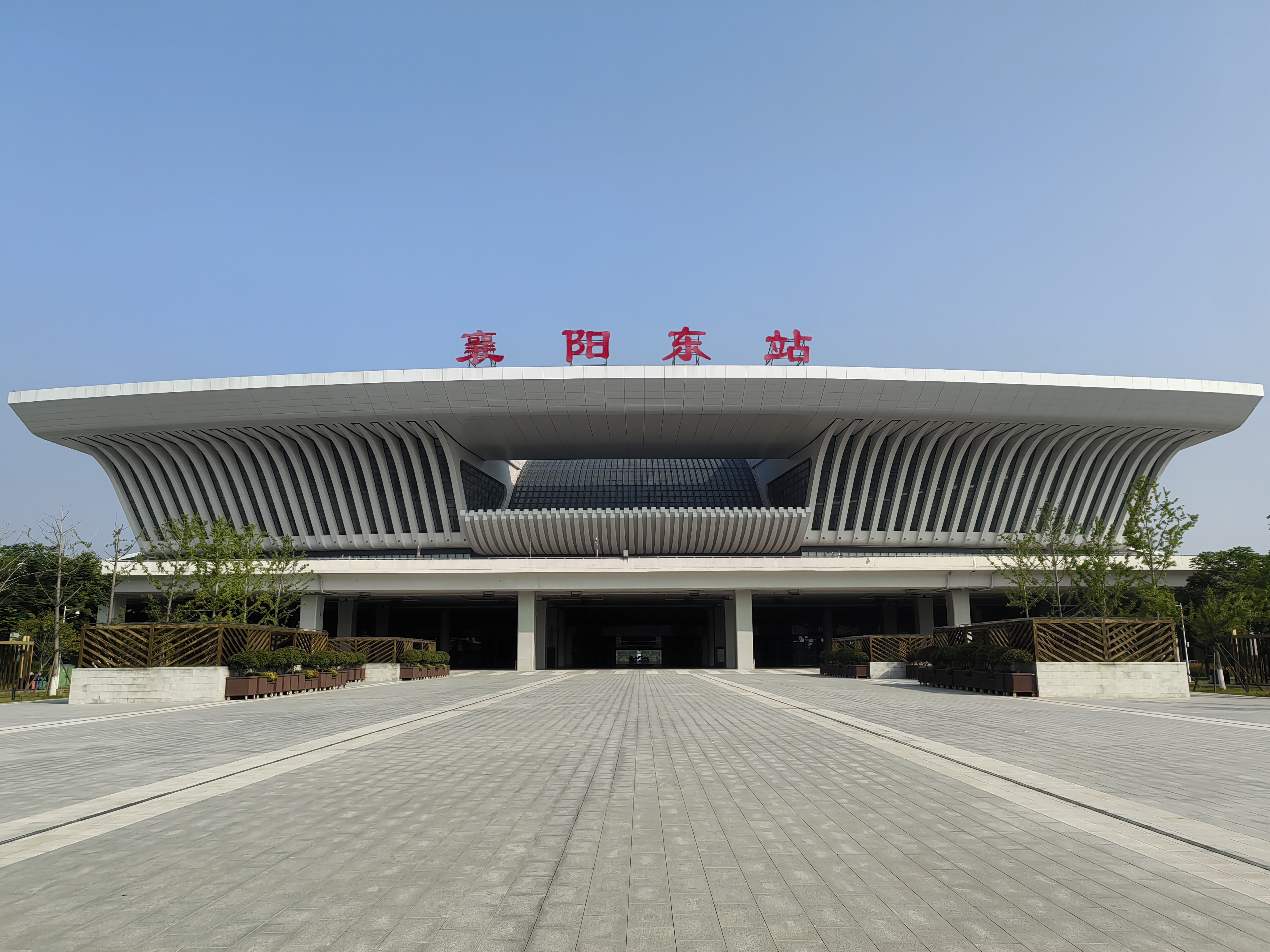
襄陽東站南廣場

襄阳东站（规划及建设阶段曾称襄阳东津站）位于中华人民共和国湖北省襄阳市襄州区东津镇，是襄阳市第一座高速铁路车站，是郑渝高速铁路和汉十高速铁路的重要中间站，也是规划中襄贵高速铁路的起点站，由武汉局集团管辖。作为“湖北省第二大高铁站”，车站建筑面积约10万平方米，年日均发送旅客预计为15000人，属于二等站。本站只办理旅客乘降业务。

## 历史
本站在由于在东津新区附近，在规划和建设阶段曾以“襄阳东津高铁站”作为工程项目的名称。考虑到2016年印发的《铁路车站站名管理办法》中的相关规定，此站最后定为现名。
中铁建工集团和中铁十一局一公司负责车站的施工，另外中铁十九局和中铁一局也承担了部分任务。2018年8月10日，第一根站房钢骨柱开始吊装；2019年4月1日，在经过8小时后，站房屋顶的首片钢网架成功被整体抬升到位，其余的钢网架也在5月6日安装完成。
在设计和施工过程中，襄阳东站深度应用了BIM技术辅助设计和建造，完成建模超1000万个，通过大量的计算机运算来达到加快施工进度、节约材料的目的。最终襄阳东站仅仅用了14个月即完成建设，并节省钢筋15.7%。

## 车站设计
根据设计，本站的最高聚集人数可达到4000人，高峰每小时旅客发送量可达到4500人，当日旅客发送量最高可达22000人。
本站的配套枢纽工程获得了2018-2019年度湖北省建筑结构优质工程奖。

### 站房
站房的俯视图为弧线构成的“束腰形”平面，正立面的悬挑设计灵感来自楚文化建筑中宽檐尖角的建筑风格。站房采用了整体式屋檐，形成了能避雨的空间，顶部的大型天窗灵感则来自襄阳“母亲河”汉江，并在朝向上与汉江流向相呼应；站房中部采光屋顶倾泻而下，与主入口雨棚一气呵成，与两侧外弧形体自然交会出中国传统大屋顶的轮廓。站房屋顶为钢网架，长470米、宽325米，最大高度为50.4米，最大跨度87米，属于典型的超大跨度屋盖结构。站房建筑面积近8万平方米，共分五层，地上三层为高架候车厅，有高架候车室及旅客服务，地上二层有进站厅、售票厅、基本站台候车室与站台，地面层为出站层，形成了“上进下出式”的结构；地下一层和二层分别为未来襄阳轨道交通的站厅与站台层。铁路的南北两侧还分别有两个广场。

### 站内设施
站房的屋顶为钢制网架结构，总计5.6万平方米，约3500吨，由2.8万根件秆和6800个球型节点构成。车站设施也充分考虑了节能环保和智能高效的效果，如部分内装采用吸音材料来减轻高铁动车组运行产生的振动及噪音，站房玻璃通过运用中空玻璃和镀膜，实现隔热、吸音与透光的效用。
车站东西两侧均设置有进站口和高架送站车道，进站口处亦安装有基于人脸识别技术的实名制验证设备帮助旅客快速进站。站内装有105台电梯或电扶梯，配有四个检票口共36台检票闸机，以保证旅客快速检票进入站台。车站的消防、通信与照明设施都由统一的智能中枢控制。车站内的一些标示也照顾了旅客的需求，例如卫生间和补票处前有悬吊着发光标示，其他地方还采用了“龙门架”形状的标示以便于辨认。

### 站台
车站站台规模为9台20线，从北到南依次为汉十场（武西场）、郑渝场、襄荆宜场。站台皆为高站台设计，除与站房连接部分外均采用有站台柱雨棚。

## 配套设施

### 城市交通
襄阳东站一层为出站层和城市交通换乘层，布置了公交枢纽站、出租车和私家车停车场、长途汽车站、游客集散中心等设施。设置在一层东侧的襄阳高铁长途客运中心站配置有独立的售票厅和候车厅，开通往周边县市乡镇的12条线路，每天共54班次。为满足乘客往襄阳市区的通勤需求，一层公交站开通了9条高铁公交专线，配备双开门公交车和车上Wi-Fi来提升乘客体验。车站的二层还会通过匝道与快速路和东津新区的市政道路连接。

### 周边建筑
车站周边已建成襄阳市规划展览馆和襄阳科技新馆等一系列建筑，总投资700亿元的華僑城项目也已经启动；未来这些建筑将形成东津新区的新貌。有些市民表示，由于东津新区还在建设中，而且离市中心较远，一时难以找到襄阳东站；对此，车站工程的相关负责人表示，高速铁路车站大多数都位于市郊，以避免大量的拆迁，同时车站也将促进东津新区的建设速度。

## 运营
在2019年10月19日的调试中，CRH380AJ型的“黄医生”仅用时45分钟就从武汉到达了本站。郑州到襄阳的高速铁路开通后，从河南前往襄阳旅游的游客大多从乘坐旅游大巴改为乘坐高铁列车。

## 旅客列车目的地
截至2021年5月，襄阳东站每日停靠78列旅客列车，其中39列为始发/终到列车。停靠列车目的地如下表所示：
| 列车所属路局 | 目的地 |
| ------------ | --- |
| 北京局集团   | 北京西（含始发） |
| 广州局集团   | 深圳北 |
| 济南局集团   | 烟台（含始发） |
| 上海局集团   | 上海虹桥、十堰东 |
| 武汉局集团   | 北京西、恩施、广州南（含始发）、汉口（含始发）、利川、青岛北（含始发）、上海虹桥（含始发）、十堰东（含始发）、郑州东（含始发） |
| 郑州局集团   | 汉口、郑州东 |